# Плотина-каскад с туфовым гротом
Плотина-каскад с туфовым гротом (Горка из «дикого камня») — памятник архитектуры. Расположен в Екатерининском парке в Пушкине, выше Рамповой аллеи.
Над плотиной сделана горка из туфа с отверстием в основании, через которое струится вода. Проектирование и строительство осуществлено И. Герардом с 1770-е годы (также автором идеи создания этой системы в целом), одновременно со строительством ряда других каскадов, созданных между Верхними прудами за счёт разницы в их уровнях.